# Sigrid Blomberg
Emma Emilia Sigrid Charlotte Blomberg, född 17 oktober 1863 i Fliseryd i Småland, död 28 januari 1941 i Karlstad, var en svensk skulptör och grafiker.
Hon var dotter till lantbrukaren Alfred Blomberg och Charlotte Lundquist. Efter avslutad skolgång i Kalmar utbildade hon sig till träsnidare vid Tekniska skolan och fortsatte med konststudier vid konstakademien i Stockholm 1889–1898. Hon deltog i Axel Tallbergs etsningskurs 1895–1896. Hon gjorde flera studieresor till Tyskland där hon var elev till professor Julius Diez. Under åren 1900–1912 reste hon till Italien ett flertal gånger där hon etablerade egna ateljéer i Rom och Florens. Efter att hon drabbats av en synnedsättning 1912 slutade hon skulptera och övergick till framställning av konstnärliga bokband.

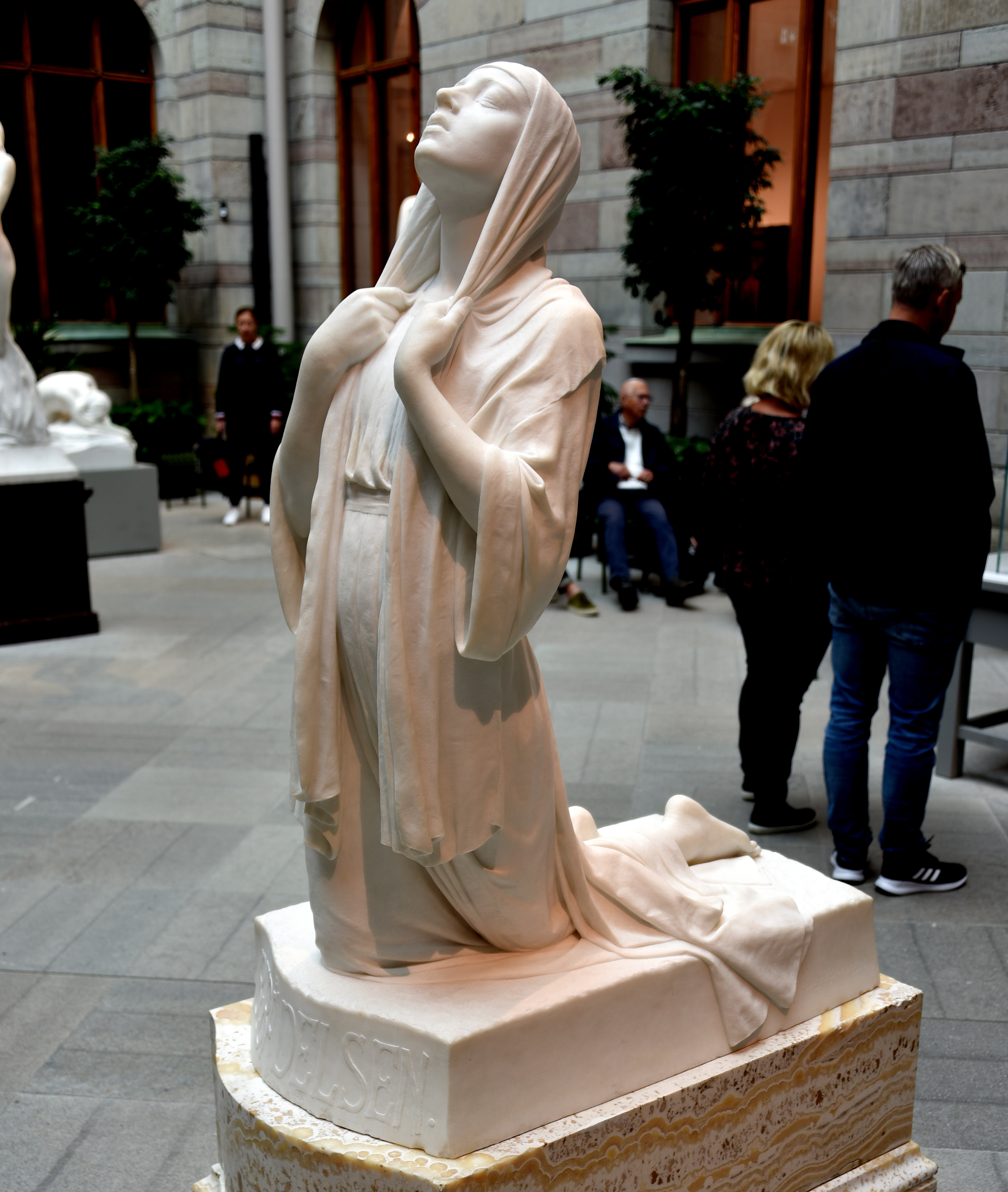
Bebådelsen (1900).

Hon väckte uppmärksamhet under det sista året på konstakademin genom sin altargrupp Korsfästelsen i gips som hon utförde till Oskarshamns kyrka 1897–1898. Marmorstatyn Bebådelsen beställdes av Nationalmuseum 1899. År 1902 ställde hon ut den mer genreartade gipsskulpturen Den lilla sjöjungfrun. För familjen Röhss gravmonument i Göteborg skapade hon 1903 bronskulpturerna Sorgen och Hoppet som flankerar ingångsdörren till mausoleet samt skulpturen Uppståndelsen 1905, dessutom utförde hon paret Röhss porträttbyster, som står inne i mausoleet. Marmordopfunten i Gustaf Vasa kyrka i Stockholm skapade hon 1906. För Viktor Rydbergs gravkapell i Göteborg utförde hon förutom en del mindre utsmyckningar två större skulpturer som ledde till att hon fick utföra marmorstatyn av Bönen för Edelweisskapellet i Stockholm 1911 och träskulpturen Madonna del fuoco för Visby museum 1912.
Som porträttskulptör utförde hon reliefer i marmor över Ulrik Torsslow och Pierre Deland för Dramatiska teatern i Stockholm. Blomberg har modellerat en porträttmedaljong i brons över Georg Adlersparre med inskriptionen "Fäderneslandets räddare, frihetens väktare, folkets vän". Monumentet med minnesstenen, som är försett med porträttmedaljongen, restes år 1909 i byn Hovermo i Jämtland på en kal höjd strax invid Storsjön i samband med hundraårsminnet av 1809 års händelser i Adlersparres jämtländska födelsebygd. Georg Adlersparre var en av de ledande vid revolutionen 1809.
Förutom svenska utställningar medverkade hon i ett flertal internationella utställningar bland annat i Rom, München, Budapest, Dresden och S:t Louis. Blomberg är representerad vid bland annat Nationalmuseum och Nordiska museet i Stockholm samt Kalmar konstmuseum. Hon är begravd på Södra kyrkogården i Kalmar.